# Carlo Dalgas

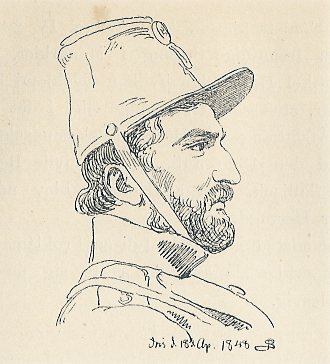
Carlo Dalgas porträtterad av Peter Christian Skovgaard.

Carlo Eduardo Dalgas, född 9 november 1821 i Neapel, död 2 januari 1851, var den dansk konstnär. Han var bror till militären Enrico Mylius Dalgas.
Dalgas var främst landskapsmålare med motiv av betande får och kor.